# Biharia, Alba
Biharia este un sat în comuna Gârda de Sus din județul Alba, Transilvania, România.

## Vezi și
- Biserica de lemn din Biharia